# Rezső Péter
Rezső Péter – węgierski zapaśnik walczący w stylu klasycznym.
Srebrny medalista mistrzostw świata w 1920 roku. Mistrz kraju w 1914 roku.